# Świdno (jezioro w powiecie szczecineckim)
Świdno – jezioro w województwie zachodniopomorskim, w powiecie szczecineckim, w gminie Borne Sulinowo, leżące na terenie Pojezierza Szczecineckiego.

## Dane morfometryczne
Powierzchnia zwierciadła wody według różnych źródeł wynosi od 32,5 ha do 34,4 ha.
Zwierciadło wody położone jest na wysokości 148,4 m n.p.m. lub 143,0 m n.p.m. Średnia głębokość jeziora wynosi 8,8 m, natomiast głębokość maksymalna 15,8 m.

## Hydronimia
Według urzędowego spisu opracowanego przez Komisję Nazw Miejscowości i Obiektów Fizjograficznych (KNMiOF) nazwa tego jeziora to Świdno. W różnych publikacjach i na mapach topograficznych wymieniana jest oboczna nazwa tego jeziora More lub też występuje ono pod nazwą Sarcze, będącą oficjalną nazwą jeziora znajdującego się bezpośrednio na południe – jeziora Sarcze.